# Stare miasto

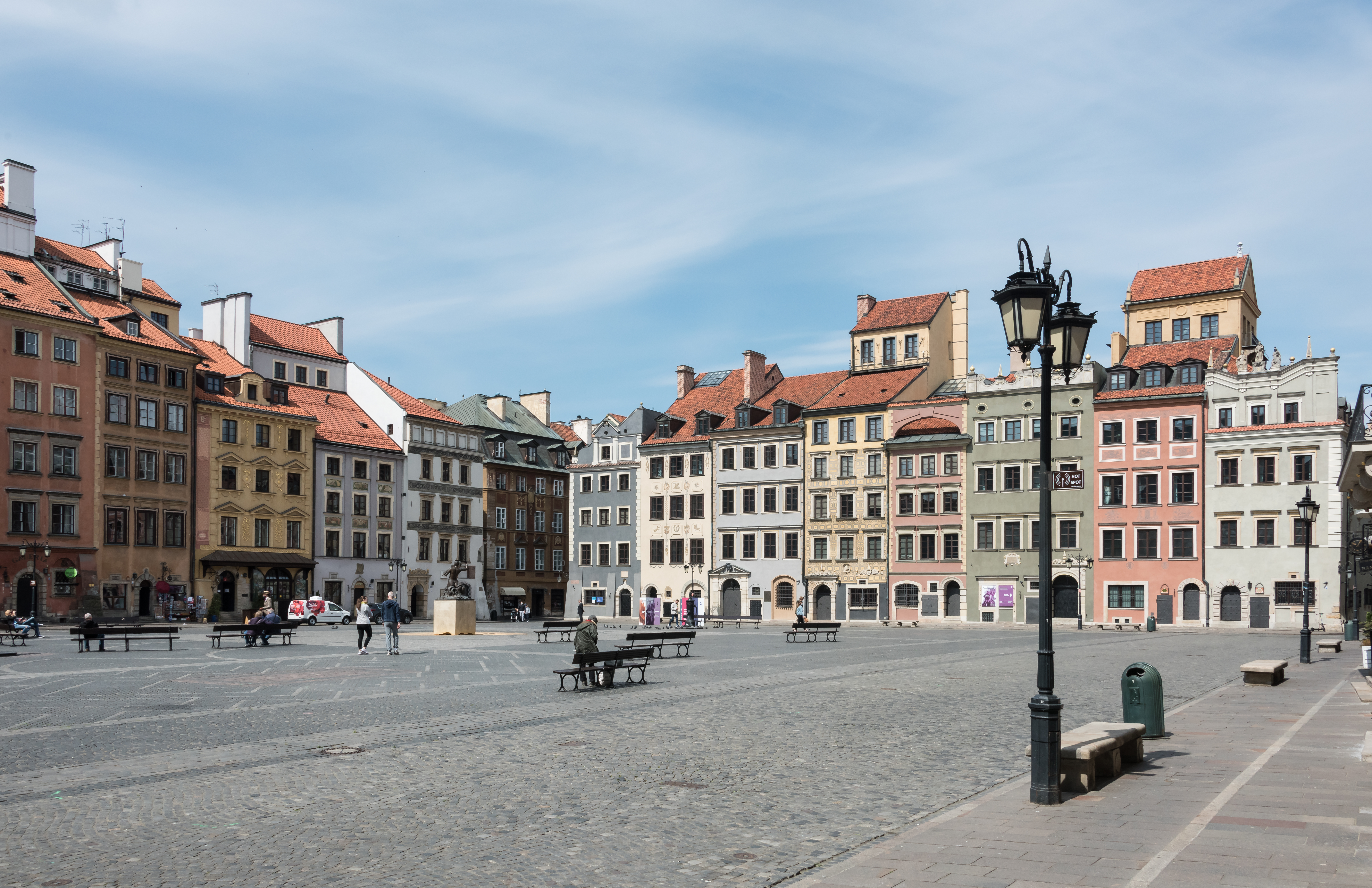
Stare Miasto w Warszawie – przykład starego miasta

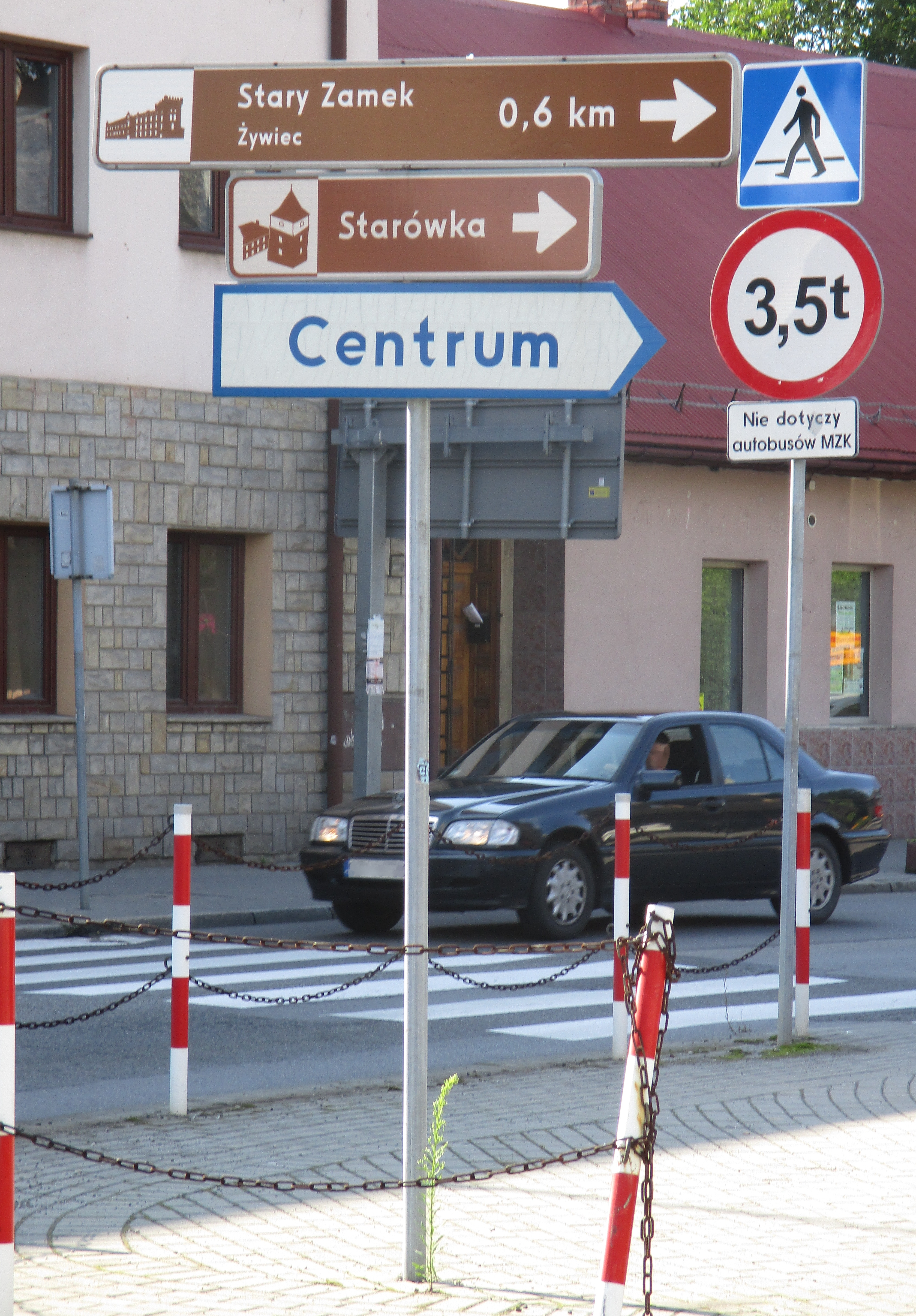
Drogowskaz z nazwą „Starówka” w Żywcu

Stare miasto (także: starówka, zespół staromiejski) – historyczne centrum, najstarsza dzielnica miasta, często charakteryzująca się zwartą zabudową, a w przeszłości otoczona murami obronnymi. Typowymi budynkami w obrębie starego miasta są kamienice.

## Stare miasto a starówka
Określenie stare miasto jest powszechnie stosowanym, neutralnym terminem w języku ogólnym. Funkcjonujący na gruncie ogólnopolskiej mowy potocznej wyraz starówka wywodzi się z wiechu i oznaczał początkowo Stare Miasto w Warszawie, przyjął się nawet jako zwyczajowa nazwa własna tej dzielnicy (zgodnie z przepisami ortograficznymi zapisywany jest wówczas wielką literą). Co najmniej od połowy XX wieku wyraz ten – jako nazwa pospolita – używany jest rzadziej także w odniesieniu do zabytkowych dzielnic innych miast. Określenie to jest odrzucane przez część mieszkańców niektórych miast, np. Gdańska, Krakowa, Lublina.
W odniesieniu do dzielnicy Warszawy nazwa Starówka bywa również stosowana w kontekście emocjonalnym, gdy chodzi o podkreślenie tragedii i zniszczenia Starego Miasta podczas powstania warszawskiego i jego powojenną odbudowę. Tak np. w wierszu Antoniego Słonimskiego: Gdzieś na Starówce przeciw czołgom chłopak z butelką szedł benzyny.
W Gdańsku najokazalszą i najbardziej reprezentacyjną częścią historycznego zespołu urbanistycznego jest Główne Miasto. Gdańskie Stare Miasto, położone na północ od Głównego Miasta, jest znacznie skromniejsze, zwłaszcza wobec zniszczeń II wojny światowej i późniejszej odbudowy, która objęła tylko wybrane obiekty.
Historycznym centrum Lublina jest Stare Miasto. Tak też nazywa się dzielnica administracyjna, w której znajduje się ta część miasta. Lubelski wojewódzki konserwator zabytków stwierdził, że określanie jej mianem „starówki” jest błędne, ponieważ ta nazwa odnosi się do historycznego centrum odbudowanego ze zniszczeń wojennych, np. w Warszawie lub Gdańsku, a Stare Miasto w Lublinie jest oryginalne.